# Sony HBI-V1
Sony HBI-V1 Video Digitizer  — пристрій оцифрування відеосигналу для побутових комп'ютерів стандартів MSX2 та MSX2+, випущений компанією Sony у 1989 році. Офіційно продавалося лише у Японії.

## Описання
Пристрій виконано у вигляді картриджа, що встановлюється в один із слотів комп'ютера. Призначений для захоплення одиночних кадрів із зовнішнього джерела відеосигналу - наприклад, відеомагнітофона, телевізора, або відеокамери. Пристрій не дозволяло захоплювати послідовності кадрів, так як оцифрування кадру займало деякий час. Це вимагало застосування відеомагнітофонів та відеокамер, що забезпечували стабільне зображення у режимі паузи.
Так як пристрій призначався для використання на території Японії, він підтримував лише стандарт кодування кольору NTSC. Однак, пристрої, що неофіційно продавалися в Іспанії, Німеччині, та Нідерландах, були модифіковані для підтримки стандарту PAL. Також існували схеми та посібники для самостійної модифікації.
Мінімальною конфігурацією для використання пристрою був комп'ютер стандарту MSX2, що має 64 КБ ОЗП та 128 КБ відео-ОЗП. При цьому було можливе оцифрування кадрів з роздільною здатністю 256 x 212 або 256 x 424 пікселів і палітрою в 256 кольорів. Для отримання більшої глибини кольору потрібно було використовувати комп'ютер стандарту MSX2+.
Комплект постачання пристрою містив:
- Сам пристрій.
- Кабель із роз'ємами типу RCA.
- Посібник з експлуатації японською мовою.
- Програмне забезпечення на тридюймовій дискеті.

## Програмне забезпечення
Частина програмного забезпечення містилася у ПЗУ картриджа пристрою. Воно являло собою розширення MSX BASIC, що надає команди для керування пристроєм, та програму для оцифрування зображення.
Команди, що реалізуються розширенням MSX BASIC:
- CALL AD (A, B, C, D, E) (автоматичне оцифрування).
- CALL DCLS (очищення відеопам'яті пристрою).
- CALL DCOPY (A,B)-(C,D)TO(E,F) (копіювання кадру з відеопам'яті пристрою у відеопам'ять комп'ютера).
- CALL MD (A, B, C, D, E) (ручне оцифрування).
- CALL YJK (Y,J,K) (налаштування кольору для YJK).
- CALL DG (запуск вбудованої програми для оцифрування).
- Дискета, що входить у комплект пристрою, містила додаткові програми для оцифрування та перегляду зображень.

## Технічні характеристики
- Відео-ОЗУ: 64 КБ
- ПЗУ: 32 КБ
- ТБ-стандарт: NTSC
- Відеовхід: композитний, роз'єм RCA

Дозвіл, що підтримуються:
256 x 212 пікселів
256 x 424 пікселів (з чергуванням рядків)
Підтримувана глибина кольору:
- Для MSX2:

256 кольорів у форматі RGB
- Для MSX2+:

256 кольорів у форматі RGB
12499 кольорів у форматі YJK
19286 кольорів у форматі YJK